# Witold Lis-Olszewski
Witold Józef Lis-Olszewski ps. „Markiewicz”, „Wiktor”, „Józef Nowak”, „Wojciech Leopolita” (ur. 8 października 1905 we Lwowie, zm. 21 kwietnia 1986 w Warszawie) – polski adwokat, działacz opozycji w czasach Polskiej Rzeczypospolitej Ludowej. Oficer Wojska Polskiego II RP i Armii Krajowej.

## Życiorys
Urodził się 8 października 1905 we Lwowie w rodzinie adwokackiej. Uczył się we lwowskich szkołach, w 1923 zdał egzamin dojrzałości. Odbył roczną służbę wojskową. Na stopień podporucznika został mianowany ze starszeństwem z 1 stycznia 1928 w korpusie oficerów rezerwy artylerii. W 1934 pozostawał w ewidencji Powiatowej Komendy Uzupełnień Lwów Miasto. Posiadał przydział w rezerwie do 6 Dywizjonu Artylerii Konnej w Stanisławowie.
Następnie wstąpił na Wydział Prawa Uniwersytetu Jana Kazimierza we Lwowie uzyskując w 1927 tytuł magistra. W 1931 zdał egzamin sędziowski. 17 marca 1932 został mianowany asesorem sądowym w okręgu Sądu Apelacyjnego we Lwowie. W 1932 został sędzią grodzkim w Skolem, a rok później przeniósł się do Prokuratury przy Sądzie Okręgowym w Stryju. W tym okresie uzyskał stopień doktora prawa. Był także prokuratorem w Stanisławowie. W 1937 przeniósł się do Prokuratury w Radomiu jako podprokurator, które to stanowisko pełnił do czasu założenia kancelarii adwokackiej. Na listę adwokatów izby warszawskiej z siedzibą w Radomiu został wpisany we wrześniu 1942. 7 września 1945 uchwałą tymczasowego zarządu Izby Adwokackiej w Warszawie został dopuszczony do wykonywania zawodu z siedzibą w Warszawie. Był członkiem Komisji do spraw Nadużywania Psychiatrii przy Światowym Stowarzyszeniu Psychiatrów w Genewie.
Po wybuchu II wojny światowej czasie kampanii wrześniowej został zmobilizowany w 1 Dywizjonie Artylerii Konnej. Wówczas brał udział w walkach w obronie Lwowa. Podczas okupacji niemieckiej w konspiracji. Przystąpił do Narodowej Organizacji Wojskowej, potem do Armii Krajowej. Był komendantem Okręgu Radomskiego AK, członkiem Komendy Głównej AK. Jako przedstawiciel Delegatury Rządu RP na Kraj za działalność niepodległościową był ścigany przez Gestapo i Abwehrę. W 1944 brał udział w walkach o Lwów. Był wiceprezesem Głównej Komisji Likwidacyjnej przy Delegaturze RP w Warszawie.
W procesie politycznym wyrokiem Wojskowego Sądu Rejonowego w Warszawie z dnia 21 stycznia 1950 w sprawie SR 42/50 prowadzonej przez majora Zbigniewa Furtaka został skazany na pięć lat więzienia oraz przepadek mienia na rzecz Skarbu Państwa z równoczesnym pozbawieniem publicznych i obywatelskich praw na okres lat pięciu. Rozprawa była tajna, bez dostępu i udziału obrońcy, w „procesie kiblowym”. Został oskarżony o rzekomy udział w wywiadzie gospodarczym na szkodę Polski Ludowej. Nie przyznał się do zarzucanych mu czynów. Został osadzony w Zakładzie Karnym we Wronkach w jednej celi z Wiesławem Chrzanowskim. W więzieniu przetrzymywany w tragicznych warunkach. Później został zrehabilitowany.

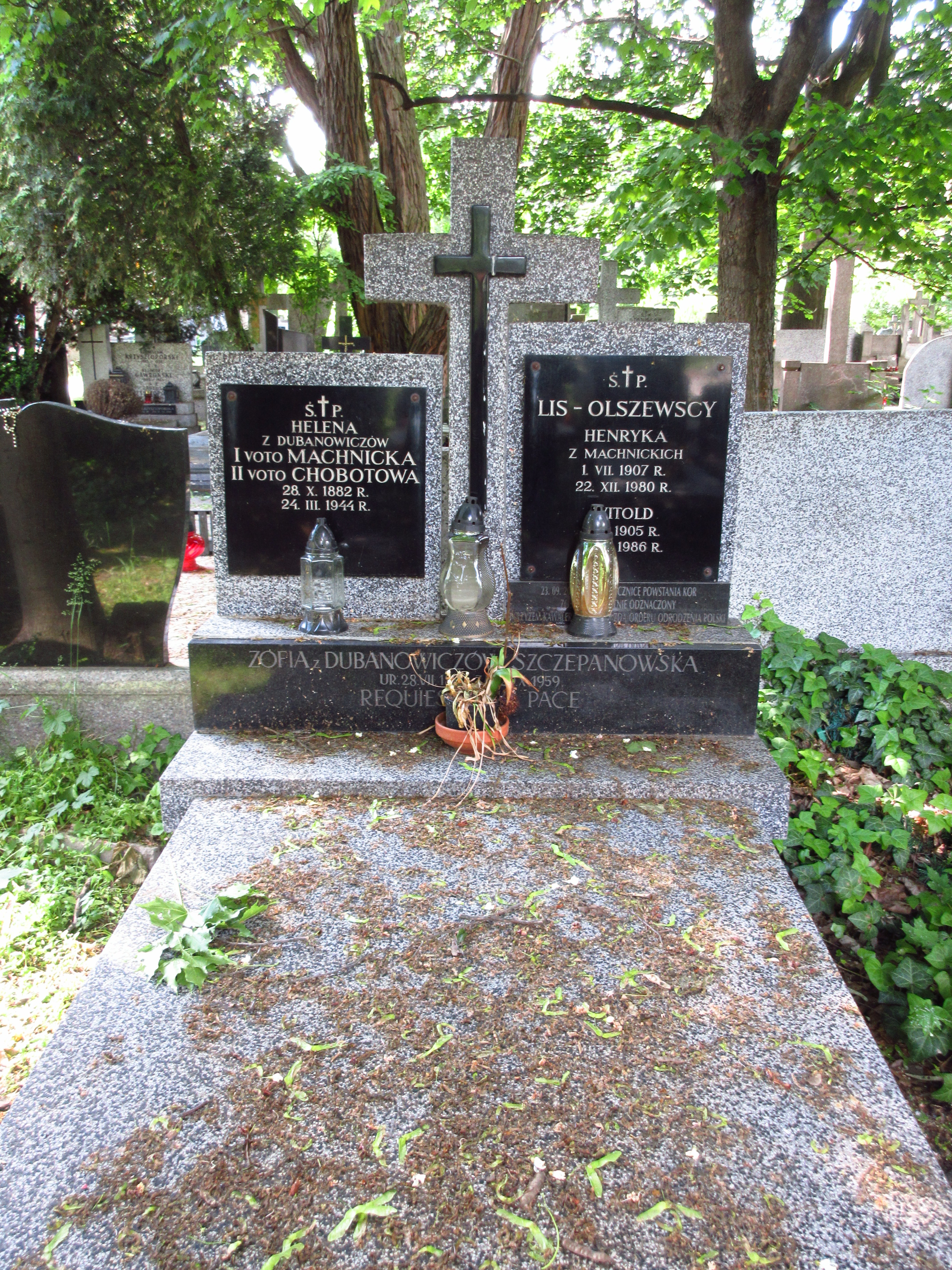
Grób Witolda Lisa-Olszewskiego na Cmentarzu Bródnowskim.

Po wyjściu z więzienia często nie dopuszczany do wykonywania zawodu. Na dłuższe okresy skreślany z listy adwokackiej, zmuszany do zawieszania działalności adwokackiej powracał do wykonywania zawodu. Podejmował się obrony osób oskarżanych w procesach politycznych, ze względu na przekonania religijne, wielokrotnie występował w obronie Świadków Jehowy oraz innych wyznań. Utworzył własny zespół adwokacki, który w okresie zakazu działalności Świadków Jehowy w Polsce bronił członków tego wyznania w około 30 procesach miesięcznie. Mimo niechętnej mu postawy ministra sprawiedliwości władze samorządowe adwokatury starały się go ochraniać. Był członkiem Warszawskiej Izby Adwokackiej.
Był zaangażowany w działalność opozycji politycznej. Należał do grona współpracowników Komitetu Obrony Robotników, był doradcą prawnym biura interwencyjnego KOR. Bronił ludzi skrzywdzonych przez system polityczny. Był też inwigilowany przez Służbę Bezpieczeństwa.
Współpracował z emigracyjnym Kołem Lwowian w Londynie. Odwiedzał jego współpracowników w Londynie, a na łamach organu prasowego tej organizacji, posługując się pseudonimem „Wojciech Leopolita” publikował wiersze przesycone tęsknotą za utraconym Lwowem.
Był żonaty z Henryką, z domu Machnicką. Zmarł 21 kwietnia 1986 w Warszawie. Został pochowany na cmentarzu Bródnowskim 28 kwietnia 1986 (kwatera 37E-5-24).

## Ordery i odznaczenia
- Krzyż Komandorski z Gwiazdą Orderu Odrodzenia Polski – pośmiertnie (2006)[9].
- Krzyż Oficerski Orderu Odrodzenia Polski – pośmiertnie (11 listopada 1986, za pracę niepodległościową w organizacjach podziemnych Armii Krajowej)[10].